# Manuela Canetti
Manuela "Manu" Canetti, född 26 december 1988 i Rio de Janeiro, är en brasiliansk vattenpolospelare. Hon ingick i Brasiliens damlandslag i vattenpolo vid panamerikanska spelen 2007 och 2011.
Canetti tog brons i damernas vattenpoloturnering i samband med panamerikanska spelen 2011 i Guadalajara.